# Tha Blue Carpet Treatment
Tha Blue Carpet Treatment ist das achte Studioalbum des US-amerikanischen Rappers Snoop Dogg. Es wurde am 21. November 2006 von Geffen Records veröffentlicht.

## Hintergrund
In der Zeit vor der Veröffentlichung des Albums machte Snoop Dogg vor allem Schlagzeilen im Zusammenhang mit Gewalt, Drogen und Waffen. So wurde er zusammen mit fünf Personen aus seinem Umfeld im April 2006 am London Heathrow Airport nach einer Schlägerei festgenommen. Im September wurde er am John Wayne Airport in Orange County wegen Mitführens einer Hiebwaffe festgenommen, im September am Hollywood Burbank Airport in Burbank wegen mutmaßlichem Besitzes einer Schusswaffe und Marihuana sowie Anfang Dezember, wieder in Burbank, wegen des Verdachts weiterer Verstöße im Zusammenhang mit Waffen und Drogen sowie des Besitzes von Kokain.

## Titelliste
1. Intrology (feat. George Clinton) – 1:59 (T. Mosley)
2. Think About It – 3:37 (Snoop Dogg)
3. Crazy (feat. Nate Dogg) – 4:26 (N. Hale)
4. Vato (feat. B-Real) – 4:44
5. That’s That Shit (feat. R. Kelly) – 4:17 (Snoop Dogg)
6. Candy (Drippin' Like Water) (feat. MC Eiht, Ricardo Brown, Broadus Jr., Delmar Arnaud, Keiwan Spillman, Earl Stevens, Ricardo Thomas, Aaron Tyler) – 4:48 (R.S. Thomas, A. Tyler)
7. Get a Light (feat. Damian „Junior Gong“ Marley) – 3:41 (T. Mosley)
8. Gangbangin' 101 (featuring The Game) – 4:01 (T. Martin)
9. Boss’ Life – 3:22 (A. Young)
10. LAX (feat. Ice Cube) – 3:21 (O.B. Jackson, R. Troutman)
11. 10 Lil’ Crips – 3:15 (Pharrell Williams)
12. Round Here – 3:42 (D. Armstrong, A. Young)
13. A Bitch I Knew – 4:23
14. Like This (feat. Damani, Bad Lucc, Soopafly, Western Union, LaToiya Williams) – 3:56 (D. Washington)
15. Which One of You (feat. 9 Inch Dix) – 3:32
16. I Wanna Fuck You (featuring Akon) – 2:59
17. Psst! (feat. Jamie Foxx) – 2:59
18. Beat Up on Yo Pads – 2:57
19. Don't Stop (feat. MC Eiht, Kam, Kurupt, War Zone) – 3:22 (A. Tyler)
20. Imagine (featuring Dr. Dre and D’Angelo) – 4:42 (M. Batson, A. Young)
21. Conversations (feat. Stevie Wonder) – 3:38

## Kritik
Tha Blue Carpet Treatment wurde überwiegend positiv rezensiert.
David Jeffries rezensierte für die Musikdatenbank AllMusic und sieht das Album nur vordergründig als eine Reaktion auf den Crossover des Vorgängers R&G (Rhythm & Gangsta): The Masterpiece. Der Titel spiele zwar auf Snoop Doggs Gangvergangenheit und die damit verbundene Dichotomie (Crip=blau / Blood=rot) des Westcoast-Rappers an, um ihm wieder Street-Credibility (Glaubwürdigkeit auf der Straße) zu verschaffen. Am Ende werde aber offensichtlich, dass Dogg auf dem Album seine gesamte Karriere feiert.
Sean Fennessey vom Online-Independent-Musikmagazin Pitchfork Media hält das Album ebenfalls nicht so sehr für eine Ablehnung des Pop. Es handele sich vielmehr um einen bewussten Versuch der Integration von Gangsta-Rap mit Zugänglichkeit, wie bei den Kollaborationen mit R. Kelly und Akon. Weil Snoop Dogg thematisch und intellektuell wenig zu bieten habe, schaffe seine Auswahl der perfekten Kollaborationspartner die Abwechslung. Die Zusammenstellung der Partner sei manchmal naheliegend und manchmal anregend.

## Kommerzieller Erfolg

### Chartplatzierungen
| ChartsChartplatzierungen       | Höchstplatzierung | Wochen |
| ------------------------------ | ----------------- | ------ |
| Deutschland (GfK)              | 41 (7 Wo.)        | 7      |
| Österreich (Ö3)                | 48 (4 Wo.)        | 4      |
| Schweiz (IFPI)                 | 12 (11 Wo.)       | 11     |
| Vereinigte Staaten (Billboard) | 5 (21 Wo.)        | 21     |
| Vereinigtes Königreich (OCC)   | 47 (5 Wo.)        | 5      |

| ChartsJahrescharts (2007)      | Platzierung |
| ------------------------------ | ----------- |
| Vereinigte Staaten (Billboard) | 54          |

### Auszeichnungen für Musikverkäufe
| Land/Region                  | Auszeichnungen für Musikverkäufe (Land/Region, Auszeichnung, Verkäufe) | Verkäufe  |
| ---------------------------- | ---------------------------------------------------------------------- | --------- |
| Dänemark (IFPI)              | Platin                                                                 | 20.000    |
| Frankreich (SNEP)            | Gold                                                                   | 75.000    |
| Kanada (MC)                  | Gold                                                                   | 50.000    |
| Neuseeland (RMNZ)            | Platin                                                                 | 15.000    |
| Russland (NFPF)              | Gold                                                                   | 10.000    |
| Vereinigte Staaten (RIAA)    | Gold                                                                   | 903.000   |
| Vereinigtes Königreich (BPI) | Silber                                                                 | 60.000    |
| Insgesamt                    | 1× Silber · 4× Gold · 2× Platin ·                                      | 1.133.000 |

Hauptartikel: Snoop Dogg/Auszeichnungen für Musikverkäufe